# Lycodon hypsirhinoides
Lycodon hypsirhinoides es una especie de serpiente de la familia Colubridae.

## Distribución geográfica
Es endémica de las islas Andamán, pertenecientes a la India.

## Estado de conservación
Se encuentra amenazada por la pérdida de su hábitat natural.